# Hans Eiden
Hans Eiden (* 24. November 1901 in Trier; † 6. Dezember 1950 ebenda) war ein deutscher Politiker der KPD und Widerstandskämpfer gegen den Nationalsozialismus.

## Leben
Als Sohn eines Reichsbahnarbeiters konnte er dort Dreher lernen und bekam eine Anstellung bei der Deutschen Reichsbahn. Er wurde Mitglied der Gewerkschaft und interessierte sich politisch. Aufgrund seiner politischen Aktivitäten als Mitglied der Kommunistischen Partei Deutschlands (KPD), der er seit 1929 angehörte, und seiner Tätigkeit als politischer Stützpunktleiter des „Kampfbundes gegen den Faschismus“ in Trier-Nord seit 1932, wurde er 1933 in „Schutzhaft“ genommen, 1936 wegen „Hochverrat“ zu drei Jahren Zuchthaus verurteilt, die er von Dezember 1936 bis Mai 1939 im Zuchthaus Siegburg verbüßte. Drei Monate später, wahrscheinlich anlässlich des Überfalls auf Polen, wurde er wieder in Schutzhaft genommen und am 16. September 1939 in das KZ Buchenwald eingeliefert (Gefangenennummer 6222). Ende 1944 wurde er dort Lagerältester.
In dieser Position fühlte er sich verantwortlich, die Lebensumstände der Häftlinge zu verbessern. Viele Häftlinge verdanken seinem selbstlosen und mutigen Einsatz ihr Leben. Unter Einsatz seines eigenen Lebens verhinderte er mehrfach todbringende Evakuierungen des Lagers (Todesmärsche) und er war einer der Häftlinge, die das Lager übernahmen, nachdem ein Großteil der SS-Wachmannschaften vor der anrückenden 3. US-Armee geflohen waren. In der Überlieferung zum 11. April 1945 wird berichtet, dass er bei dem Sturmtrupp war, der das Haupttor geöffnet hat und allen Häftlingen verkünden konnte: „Kameraden, wir sind frei!“. Charakterstärke bewies er auch dadurch, dass er Lynchjustiz an den gefangengenommenen KZ-Aufsehern mit den Worten „diese Verbrecher gehören vor ein Gericht der Völker“ verhinderte.
Nach Ende der NS-Diktatur kehrte Hans Eiden nach Trier zurück. Eiden wurde Abgeordneter des 1947 gewählten ersten rheinland-pfälzischen Landtags und leitete dort bis zur Niederlegung seines Mandats am 14. Juni 1948 den Petitionsausschuss. 1950 starb er an den Folgen der langen Inhaftierung. Er gehörte zu den Gründungsmitgliedern der "Vereinigung der politischen Opfer des Faschismus", aus der 1947 die Vereinigung der Verfolgten des Naziregimes VVN hervorging. Mehrfach sprach er in dieser Funktion bei Gedenkveranstaltungen.

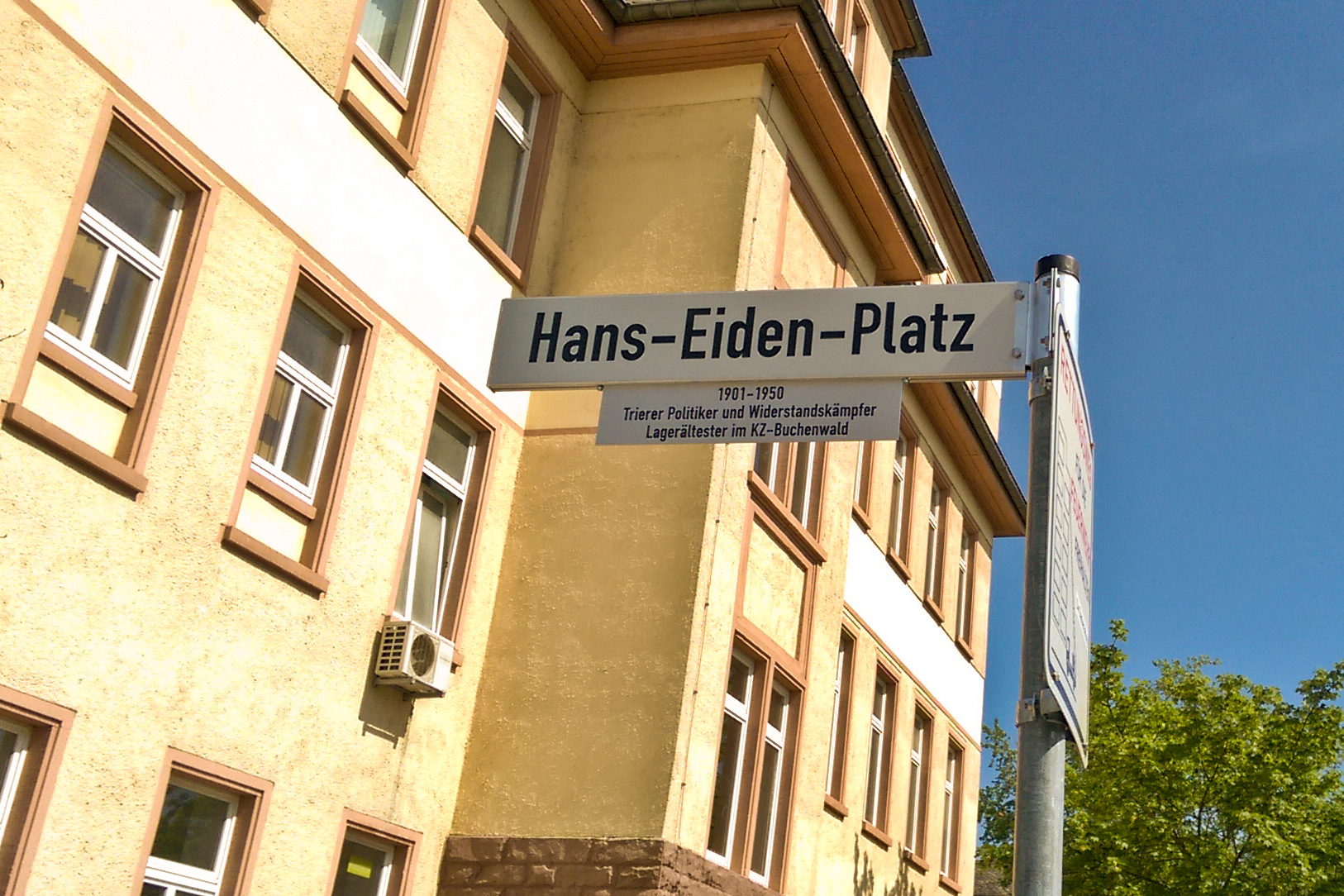
Hans-Eiden-Platz in Trier-Nord

1995 wurde in seiner Heimatstadt Trier an der Stelle seines Geburtshauses in der Engelstraße ein Denkmal errichtet. Zudem wurde in Trier-Nord 2020 ein Platz, nach einer Bürgerbeteiligungskampagne zur Suche nach einem Namen, nach ihm benannt. In Weimar trug bis zur Wende und friedlichen Revolution eine Schule seinen Namen, noch heute ist dort eine Straße nach ihm benannt.
Die Holocaust-Gedenkstätte Yad Vashem in Jerusalem ehrte ihn 2014 als Gerechter unter den Völkern.

## Werke
1946 erschien der Bericht Das war Buchenwald von Hans Eiden über sein Leben im KZ. Außerdem gibt es das Buch Eh' die Sonne lacht – Hans Eiden, Kommunist und Lagerältester in Buchenwald (1995, ISBN 3-89144-204-1), in dem alle Dokumente, Erinnerungen von Zeitzeugen und die Aufzeichnungen von Eiden selbst zu einer Biographie verarbeitet worden sind.